# Copa Desafío de Botsuana
La FA Challenge Cup, conocida como Coca-Cola Cup por razones de patrocinio, es el segundo torneo de clubes de fútbol en Botsuana, se disputa desde 1968 y es organizado por la Asociación de Fútbol de Botsuana. El torneo anteriormente se denominaba Lions Cup.
El equipo campeón obtiene la clasificación a la Copa Confederación de la CAF.

## Finales
| Temporada | Campeón                   | Resultado        | Finalista                 |
| --------- | ------------------------- | ---------------- | ------------------------- |
| 1968      | Gaborone United           |                  |                           |
| 1969      | Desconocido               |                  |                           |
| 1970      | Gaborone United           |                  |                           |
| 1971-1977 | Desconocido               |                  |                           |
| 1978      | Notwane FC                |                  |                           |
| 1979      | Township Rollers          |                  |                           |
| 1980-1982 | Desconocido               |                  |                           |
| 1983      | Police XI                 | 3 - 2            | Mochudi Centre Chiefs     |
| 1984      | Gaborone United           |                  |                           |
| 1985      | Gaborone United           |                  |                           |
| 1986      | Nico United               | -                | Gaborone United           |
| 1987      | Nico United               |                  |                           |
| 1988      | Extension Gunners         |                  |                           |
| 1989      | Botswana Defence Force XI |                  |                           |
| 1990      | Gaborone United           |                  |                           |
| 1991*     | TASC FC                   | 3 - 2            | Botswana Defence Force XI |
| 1991*     | Mochudi Centre Chiefs     | -                | Extension Gunners         |
| 1992      | Extension Gunners         | 2 - 1            | TAFIC                     |
| 1993      | Township Rollers          | 4 - 1            | Gaborone United           |
| 1994      | Township Rollers          | 2 - 0            | Extension Gunners         |
| 1995      | Notwane PG                | 3 - 1            | Botswana Defence Force XI |
| 1996      | Township Rollers          | 2 - 0            | Botswana Meat Commission  |
| 1997      | Notwane PG                | 2 - 0            | Mokgosi Young Fighters    |
| 1998      | Botswana Defence Force XI | 1 - 0            | Jwaneng Comets            |
| 1999      | Mogoditshane Fighters     | 3 - 0            | FC Satmos                 |
| 2000      | Mogoditshane Fighters     | 1-1 (5-4 pen.)   | Gaborone United           |
| 2001      | TASC FC                   | 2 - 0            | Extension Gunners         |
| 2002      | TAFIC FC                  | 0 - 0 (6-5 pen.) | TASC FC                   |
| 2003      | Mogoditshane Fighters     | 1 - 0            | Township Rollers          |
| 2004      | Botswana Defence Force XI | 2 - 1            | Mogoditshane Fighters     |
| 2005      | Township Rollers          | 3 - 1            | Botswana Meat Commission  |
| 2006      | Notwane FC                | 2 - 1            | Botswana Defence Force XI |
| 2007      | Botswana Meat Commission  | 1 - 1 (6-5 pen.) | ECCO City Green           |
| 2008      | Mochudi Centre Chiefs     | 5 - 2            | Uniao Flamengo Santos     |
| 2009      | Uniao Flamengo Santos     | 1 - 1 (4-2 pen.) | Botswana Defence Force XI |
| 2010      | Township Rollers          | 3 - 1            | Mochudi Centre Chiefs     |
| 2011      | Extension Gunners         | 3 - 1            | Motlakase Power Dynamos   |
| 2012      | Gaborone United           | 0 - 0 (4-2 pen.) | Mochudi Centre Chiefs     |
| 2013–2018 | No disputada              | No disputada     | No disputada              |
| 2019      | Orapa United              | 3 - 0            | Township Rollers          |
| 2020      | Gaborone United           | 3 - 0            | Masitaoka FC              |
| 2021      | No disputada              | No disputada     | No disputada              |
| 2022      | Gaborone United           | 2 - 1            | Security Systems          |
| 2023      | Gaborone United           | 1 - 0            | Orapa United              |
| 2024      | Jwaneng Galaxy            | 2 - 1            | Orapa United              |
| 2025      | Jwaneng Galaxy            | 2 - 0            | Security Systems          |

## Títulos por club
| Club                      | Campeón | Años campeón                                         |
| ------------------------- | ------- | ---------------------------------------------------- |
| Gaborone United           | 9       | 1968, 1970, 1984, 1985, 1990, 2012, 2020, 2022, 2023 |
| Township Rollers FC       | 6       | 1979, 1993, 1994, 1996, 2005, 2010                   |
| Notwane FC                | 4       | 1978, 1995, 1997, 2006                               |
| Botswana Defence Force XI | 3       | 1989, 1998, 2004                                     |
| Mogoditshane Fighters     | 3       | 1999, 2000, 2003                                     |
| Extension Gunners         | 3       | 1988, 1992, 2011                                     |
| Nico United               | 2       | 1986, 1987                                           |
| TASC FC                   | 2       | 1991, 2001                                           |
| Mochudi Centre Chiefs     | 2       | 1991, 2008                                           |
| Jwaneng Galaxy            | 2       | 2024, 2025                                           |
| Uniao Flamengo Santos     | 1       | 2009                                                 |
| TAFIC FC                  | 1       | 2002                                                 |
| Police XI                 | 1       | 1983                                                 |
| Botswana Meat Commission  | 1       | 2007                                                 |